# Jean-Baptiste Bessières
Jean Baptiste Bessières (ur. 6 sierpnia 1768 w Prayssac w Lotaryngii, zm. 1 maja 1813 w Weissenfels) – francuski wojskowy i arystokrata, książę Istrii, marszałek Francji.

## Życiorys
Pochodził z niezbyt zamożnej rodziny, jego ojciec był chirurgiem w Prayssac (w departamencie Lot). Także sam Béssieres miał pierwotnie zostać chirurgiem, wstąpił jednak w 1790 jako szeregowiec do Gwardii Ludwika XVI, a w 1792 służył w legionie w Pirenejach.
W 1794 awansowany na stopień kapitana i wykazawszy się w walce we Włoszech w latach 1796–1797 zdobył uznanie w oczach Napoleona. W 1798 jako generał brygady współorganizował ekspedycję do Egiptu i walczył w bitwie pod Abukirem (1799), po czym wrócił z Napoleonem do Francji.
Organizował powstanie nowej armii włoskiej. W bitwie pod Marengo, dzięki wzorowo prowadzonemu atakowi kawalerzystów, zmusił Austriaków do odwrotu. W 1802 awansował na generała dywizji i po koronacji Napoleona I w 1804 został mianowany marszałkiem Francji.

## Odznaczenia[1]
- Wielki Orzeł Legii Honorowej
- Komandor Orderu Korony Żelaznej (Królestwo Włoch)
- Krzyż Wielki Orderu Chrystusa (Cesarstwo Brazylii)
- Krzyż Wielki Orderu Wojskowego Świętego Henryka (Królestwo Saksonii)
- Krzyż Wielki Orderu Orła Złotego (Królestwo Wirtembergii)